# Theresa Fair Oelrichs
Theresa Alice "Tessie" Fair (Virginia City, 30 de junio de 1871 - Newport, 22 de noviembre de 1926) fue una socialite estadounidense. Pasó de ser la hija de un minero de California a convertirse en heredera de una fortuna en oro y plata de la mina de Comstock Lode. Esposa del magnate de los barcos de vapor Hermann Oelrichs, dueña de la finca Rosecliff en Newport, Rhode Island y miembro del "triunvirato" de élite de la sociedad estadounidense" junto con Mamie Fish y Alva Belmont.